# Коланжело, Джерри
Джерри Коланжело (англ. Jerry Colangelo; родился 20 ноября 1939 года в Чикаго-Хайтс, штат Иллинойс) — американский бизнесмен и спортивный магнат. Член Зала славы баскетбола в качестве функционера, который сделал значительный вклад в развитие баскетбола.
В 2014 году Университет Гранд Каньон переименовал свою христианскую школу бизнеса в честь Джерри Коланжело. С декабря 2015 года по апрель 2016 года Коланжело занимал должность председателя по баскетбольным операциям в «Филадельфия Севенти Сиксерс», а затем до декабря 2018 года был специальным советником команды.

## Биография
Джерри Коланжело — бывший владелец баскетбольного клуба Национальной баскетбольной ассоциации «Финикс Санз», клуба «Финикс Меркури» из Женской национальной баскетбольной ассоциации, клуба «Аризона Сэндшаркс» из Континентальной футбольной лиги в закрытых помещениях, клуба «Аризона Рэттлерс» из Лиги американского футбола в закрытых помещениях и клуба «Аризона Даймондбэкс» из Главной лиги бейсбола. Он также был одной из ключевых фигур в переезде хоккейного клуба Национальной хоккейной лиги «Виннипег Джетс» в Финикс, где она стала называться «Финикс Койотис» и в 2009 году обанкротилась.
В настоящее время он является директором Федерации баскетбола США и национальной команды США по баскетболу, представляющей страну на Олимпийских играх. Коланжело также является председателем некоммерческой организации National Italian American Foundation.
Коланжело вырос в городке Чикаго-Хайтс (штат Иллинойс), где был баскетбольной и бейсбольной звездой во время обучения в средней школе Блум-Тауншип. Затем посещал Канзасский университет, в котором выступал за команду «Канзас Джейхокс», где являлся партнёром Уилта Чемберлена, но покинул её после того как последний завершил студенческую карьеру и перевёлся в Иллинойсский университет в Урбане-Шампейне, где состоял в братстве Phi Kappa Psi Fraternity, окончив его в 1962 году по специальности „физическое воспитание“.
10 сентября 2004 года был включён в Зал славы баскетбола в качестве спортивного функционера, который сделал значительный вклад в развитие баскетбола.